# Sebastiano Nasolini
Sebastiano Nasolini (* um 1768 in Piacenza; † um 1798 (unsicher) in Venedig) war ein italienischer Opernkomponist.

## Leben und Werk
Absolut exakt biografische Daten zu Sebastiano Nasolini sind nicht vorhanden. Studium in Venedig, Debüt in Triest als Opernkomponist hier auch Kapellmeister. Er schrieb ab 1788 mehr als dreißig, zum Teil mit großem Erfolg aufgeführte Opern wie beispielsweise Nitteti (Triest 1788), Adriano in Siria (Mailand, 1789), La morte di Cleopatra (Vicenza, 1791) oder La Betulia liberata (Florenz 1794). Die Zuschreibung einer in Venedig 1789 aufgeführten Fassung von Metastasios Catone in Utica gilt als unsicher. Seine an allen italienischen Bühnen erfolgreichen Opern wurden von den ersten Interpreten der Zeit gestaltet, ebenso groß scheint sein Ruhm in London gewesen zu sein, wo besonders Merope e Polifonte (Venedig 1796) und Le feste d’Iside (Florenz 1794) hervorgehoben wurden.
Vor allen Dingen gelten Sterbedatum und -ort des Komponisten als unsicher. Wilibald Gurlitt und Carl Dahlhaus geben alternativ zu 1798 auch 1816 mit Sterbeort Neapel an. Den Hintergrund dieser Unklarheiten um Sterbejahr und -ort bilden offensichtliche Fehlzuschreibungen von zwischen 1800 und 1819 neu erschienenen Opern. Konkret geht es um sechs Nasolini posthum zugeschriebene Werke, die Nasolini-Schüler unter dem Namen ihres Lehrers verfasst haben.

## Werke
Die folgende Liste basiert auf den Angaben bei Grove Music Online und Corago.

### Opern
- Nitteti, dramma per musica; Libretto: Pietro Metastasio; 5. April 1788, Triest, Teatro San Pietro[7]
- Catone in Utica, tragedia per musica; Libretto: Pietro Metastasio; Karneval 1789, Venedig, Teatro San Samuele[8]
- Adriano in Siria, dramma per musica; Libretto: Pietro Metastasio; 26. Dezember 1789, Mailand, Teatro alla Scala[9]
- Andromaca, dramma per musica; Libretto: Antonio Salvi; Februar 1790, Venedig, Teatro San Samuele; im selben Jahr auch in London[10]
- Teseo a Stige, dramma tragico per musica; Libretto: Carlo Innocenzo Frugoni; 28. Dezember 1790, Florenz, Teatro della Pergola; 1791 in Wien und Florenz, 1803 in Modena[11]
- Ercole al Termodonte, ossia Ippolita regina delle Amazzoni, dramma; Libretto: Antonio Simone Sografi; Frühling 1791, Triest, Ces. Reg. Teatro[12]
- La morte di Cleopatra (erste Fassung, andere Titel: La Cleopatra oder Cleopatra regina d’Egitto), tragedia per musica; Libretto: Antonio Simone Sografi; 22. Juni 1791, Vicenza, Nuovo Teatro; 1792 in Triest, 1794 in Venedig, 1795 in Genua, Florenz und Bergamo, 1796 in Modena und Pavia, 1798 in Bologna, 1798 in Ferrara, 1800 in Lissabon, 1804 in Parma, Triest, und Livorno, 1805 in Florenz, 1806 in London, 1807 in Modena und Porto, 1817 in Venedig, 1819 in Brescia[13]
- La Calliroe, dramma per musica; Libretto: Mattia Verazi; 26. Dezember 1791, Florenz, Teatro della Pergola[14]
- La morte di Semiramide, tragedia per musica; Libretto: Antonio Simone Sografi; Karneval 1792, Rom, Teatro Argentina, 1798 in Venedig, 1799 in Florenz und Livorno, 1801 in Genua, 1802 in Triest und Bergamo, 1803 in Genua, Bologna un Livorno, 1804/1805 in Parma, 1809 in Florenz, 1815 in Neapel, 1819/1820 in Brescia[15]
- Eugenia, dramma; Libretto: Giuseppe Maria Foppa; Herbst 1792, Venedig, Teatro San Benedetto; 1794 in Dresden, Lissabon und Barcelona, 1795 in Madrid[16]
- Gl’innamorati, dramma per musica (mit Vittorio Trento, anderer Titel: Gli amici); Libretto: Giuseppe Maria Foppa; 4. Februar 1793, Venedig, Teatro San Benedetto; 1795 in Turin, Monza und Genua, 1796 in Madrid, 1799 in Bergamo, 1802 in Venedig und Vicenza[17]
- Tito e Berenice, dramma per musica; Libretto: Giuseppe Maria Foppa; 8. Mai 1793, Venedig, Teatro La Fenice[18]
- Amore la vince, dramma giocoso per musica; Libretto: Giuseppe Maria Foppa; Herbst 1793, Venedig, Teatro San Benedetto; 1800 als La locandiera im Teatro San Samuele in Venedig[19]
- Betulia liberata, componimento drammatico; Libretto: Pietro Metastasio; 2. Februar 1794, Florenz, Oratorio di San Filippo Neri[20]
- Le feste d’Iside, dramma per musica (anderer Titel: Sesostri, ossia Le feste d’Iside); Libretto: Gaetano Rossi; 10. Februar 1794, Florenz, Teatro della Pergola; 1795 in Reggio Emilia und Venedig, 1798 in Triest, 199 in Madrid und Venedig, 1800 in Ferrara, Ancona und Senigallia, 1808 in London[21]
- Eurilla, o sia Il sogno, cantata; Libretto: Antonio Simone Sografi; Messe 1794, Venedig, Teatro San Benedetto[22]
- Epponina, dramma per musica; Libretto: Pietro Giovannini; Messe 1794, Bergamo, Teatro Riccardi[23]
- I raggiri fortunati, farsa (anderer Titel: La contessa di Sarzana, ossia Il maritaggio in contrasto); Libretto: Pietro Chiari; 5. Februar 1795, Venedig, Teatro San Benedetto; 1800 im Teatro San Giovanni Grisostomo in Venedig[24]
- Merope, dramma per musica (anderer Titel: Merope e Polifonte); Libretto: Mattia Botturini; 21. Januar 1796, Venedig, Teatro San Benedetto; im selben Jahr auch in Bologna und Bergamo, 1798 in Livorno, Parma und Mailand, 1799 in Gorizia und Triest, 1800 in Klagenfurt und Turin, 1802 (?) in London, 1803 in Regio Emilia und Florenz, 1804 in Mailand, 1806 in Florenz und Neapel, 1808 in Triest, Udine und Rom, 1809 in Florenz, 18011 in Pavia und Paris, 18012 in München[25]
- La morte di Mitridate, tragedia per musica (andere Titel: Vonima e Mitridate oder Il Mitridate); Libretto: Antonio Simone Sografi; Sommer 1796, Vicenza, Teatro Eretenio; im selben Jahr auch in Triest, 1898 in Bologna, 1799 in Brescia und Florenz, 1800 in Brescia, 1803 in Venedig und Brescia, 1804 in Florenz, 1805 in Bergamo, Turin und Genua, 1806 in Parma, 1809 in Reggio Emilia, 1816 in Mailand, 1817 in Bologna[26]
- Gl’Indiani, dramma per musica; Libretto: Mattia Botturini; 9. Dezember 1796, Venedig, Teatro San Benedetto[27]
- Zaira, dramma per musica; Libretto: Mattia Botturini; 22. Februar 1797, Venedig, Teatro San Benedetto[28]
- Il medico di Lucca, dramma giocoso per musica (andere Titel: Il medico universale, Il medico dei bagni oder Il medico ai bagni); Libretto: Giovanni Bertati; 10. Dezember 1797, Venedig, Teatro San Samuele; 1798 in Udine, 1799 in Florenz, 1800 in Livorno, Mantua und Palermo, 1803 in Vicenza und Barcelona[29]
- Timoleone, dramma serio per musica; Libretto: Antonio Simone Sografi; 29. April 1798, Reggio Emilia, Teatro Comunale[30]
- Gli umori contrari, dramma giocoso per musica; Libretto: Giovanni Bertati; Sommer 1798, Venedig, Teatro San Cassiano[31]
- Melinda, favola romanzesca in musica; Libretto: Giovanni Bertati; 12. September 1798, Venedig, Teatro San Benedetto[32]
- Il trionfo di Clelia, dramma; Libretto: Antonio Simone Sografi; 26. Dezember 1798, Mailand, Teatro alla Scala[33]
- Gli opposti caratteri, farsa per musica (Bearbeitung von Gli umori contrari); Libretto: Giulio Artusi; 15. Oktober 1799, Venedig, Teatro San Samuele; 1801 in Florenz, Venedig, Padua, Mailand und Udine, 1805 in Wien, 1806 in Lissabon und Neapel[34]
- La morte di Cleopatra (zweite Fassung), tragedia per musica (mit Gaetano Marinelli); Libretto: Antonio Simone Sografi und Gaetano Rossi; 21. Mai 1800, Venedig, Teatro La Fenice[35]
- Il ritorno di Serse, dramma per musica; Libretto: Francesco Gonella; Sommer 1800, Vicenza, Eretenio; 1816 in Neapel[36]
- Il torto immaginario, farsa giocosa per musica; Libretto: Giuseppe Maria Foppa; Herbst 1800, Venedig, Teatro San Moisè[37]
- Gli sposi infatuati, farsa giocosa per musica; Libretto: Gaetano Rossi; 14. Februar 1801, Venedig, Teatro San Moisè; in Venedig auch in anderen Theatern gespielt, alternative Titel: La bottega del caffè, Dritto e rovescio, ovvero Una della solite trasformazioni nel mondo oder Gli opposti caratteri; im selben Jahr auch in Padua und in Genua, 1803 in Livorno[38]
- Il piccolo compositore di musica, farsa (Pasticcio mit Musik von Johann Simon Mayr, Valentino Fioravanti und Stefano Pavesi); 1806, Venedig, Teatro San Moisè; 1811 in Bergamo[39]
- Achille, dramma eroico; Libretto: Giovanni De Gamerra; 2. August 1806, Modena, Regio Teatro; 1807 in Ferrara, 1811 in Florenz, 1812 in Parma, 1813 in Ancona, 1819 in Mailand[40]
- Tersandro in Eleusi, dramma serio per musica; 13. September 1807, Florenz, Teatro della Pergola[41]

Musik in Pasticcio-Opern
- La morte di Semiramide, dramma per musica (mit Alessio Prati); Libretto: Antonio Simone Sografi; Herbst 1790, Padua, Teatro Obizzi[42]
- Vasco di Gama; 1792
- Pirro; 1793
- Ines di Castro; 1795

Nasolini zugeschriebene Opern, die nach seinem mutmaßlichen Tod entstanden
- Gli sposi infatuati, farsa giocosa per musica; 1801
- Tersandro in Eleusi, dramma serio per musica; 1807, Florenz, Teatro della Pergola
- L’Achille, dramma serio per musica; 1811, Florenz, Teatro della Pergola
- I riti d’Efeso; 1812
- Il ritorno di Serse, dramma per musica; 1816, Neapel, Teatro del Fondo
- La morte di Patroclo, dramma serio; 1819, Mailand, Teatro Carcano

### Andere Werke
- Eurilla, Kantate; Text: Antonio Simone Sografi; 1794, Venedig, Teatro San Benedetto
- Il voto di Jefte, Oratorium
- Della conversione di S Agostiono, Oratorium
- Laudate Dominum
- Dilexi quoniam
- Salmo für Sopran, Bass und Orgel
- Gratias agimus tibi
- Konzert für Salterio
- Sinfonia